# Alexandre Kamenski
Alexandre Danilovitch Kamenski (Александр Данилович Каменский), né le 12 décembre 1900 à Genève et mort le 7 novembre 1952 à Léningrad, est un pianiste et compositeur soviétique.

## Biographie
Kamenski naît à Genève en Suisse dans une famille musicale. En 1917, il entre au conservatoire de Pétrograd où il a notamment pour maîtres Nikolaï Doubassov et Felix Blumenfeld. Après quelques interruptions, il est diplômé en 1923 de la classe de Leonid Nikolaïev qui continue à  lui donner des leçons après le conservatoire (1926-1930). Il prend aussi des leçons de composition auprès de Vassili Kalafati, Boleslav Iavorski et Vladimir Chtcherbatchiov.
Kamenski commence à enseigner à partir de 1919. En 1919-1920, il enseigne le piano dans différentes écoles de musique de Bakhmout et de Lougansk dans le Donbass. En 1923-1932, il enseigne dans différentes écoles secondaires de musique à Pétrograd (devenue Léningrad). En 1932-1934, Alexandre Kamenski est conservateur de musique à l'Ermitage. En 1933-1937, il est président de la section de l'union des compositeurs de Léningrad. Dès 1934, il enseigne au conservatoire de Léningrad (il en est nommé professeur en 1945).
Il fait des transcriptions pour piano d'opéras tels que Le Prince Igor, Carmen, Boris Godounov, La Légende de la ville invisible de Kitège et de la demoiselle Fevronia, Le Don paisible d'Ivan Dzerjinski, Glace et Acier de Vladimir Dechevov, etc. Son répertoire comprend aussi des œuvres rarement jouées à 'époque en URSS de Couperin, de Rameau, de Scarlatti...Kamenski est le premier en URSS à jouer quelques œuvres de Schönberg, de Stravinski et de Poulenc.
De 1941 à 1945, Kamenski donne plus de cinq cents concerts dans Léningrad assiégée. Il joue devant des soldats, des milices de défense, des unités militaires, des clubs d'usine et des salles d'attente dans les gares. Il écrit dans son Journal: « Pour être franc, quand je suis entré dans la Grande Salle pendant quelques minutes ce matin pour répéter, j'étais vraiment horrifié. Il fait froid dans le couloir. Les doigts s'engourdissent en touchant les touches. Bon. comment jouer ici ?... Mais j'ai tout de suite décidé que je serais capable de m'accorder correctement et de vaincre ce froid. Je ne penserai pas à lui une seule seconde. Je reçois le moindre rappel dans la tête qu'il fait froid. Je sais que c'est possible. Il faut juste vraiment le vouloir... »
Alexandre Danilovitch Kamenski meurt le 7 novembre 1952 à Léningrad; il est enterré au cimetière Bogoslovskoïe.
Parmi ses élèves,l'on peut distinguer Alexandre Friedländer.